# Петраро-Варија Де Франкис (Козенца)
Петраро-Варија Де Франкис је насеље у Италији у округу Козенца, региону Калабрија.
Према процени из 2011. у насељу је живело 243 становника. Насеље се налази на надморској висини од 136 м.